# Goré
Goré is een stad in het zuiden van Tsjaad in de regio Logone Oriental. Het is de hoofdplaats van het departement Nya Pendé.
Goré ligt dicht bij de grens van de Centraal-Afrikaanse Republiek. Veel van de handel met dat land loopt via Goré. Rond Goré worden rijst, maniok en groenten geteeld.
Door de oorlog in de Centraal-Afrikaanse Republiek zijn sinds 2014 veel vluchtelingen de grens met Tsjaad overgestoken. Ongeveer 70.000 vluchtelingen werden anno 2019 opgevangen in en rond Goré.
Goré is sinds 1998 de zetel van een rooms-katholiek bisdom.